# 須賀神社大祭
須賀神社大祭（すがじんじゃたいさい）は、愛知県岡崎市樫山町で行われている須賀神社の祭り。「樫山の山車祭り」とも呼ばれ、市の無形民俗文化財に指定されている。

## 沿革

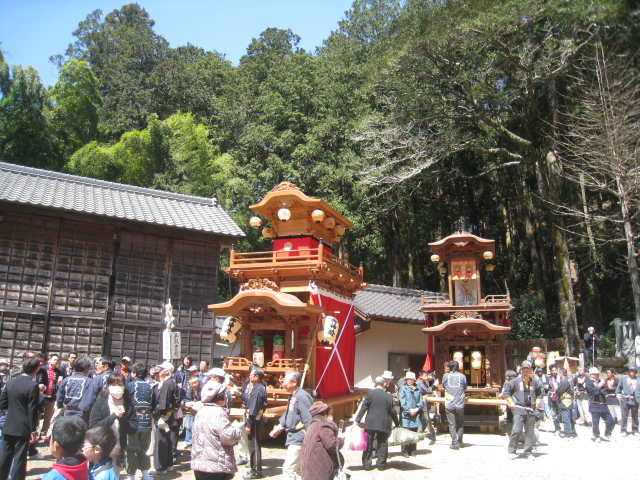
お祓い後に須賀神社を出発

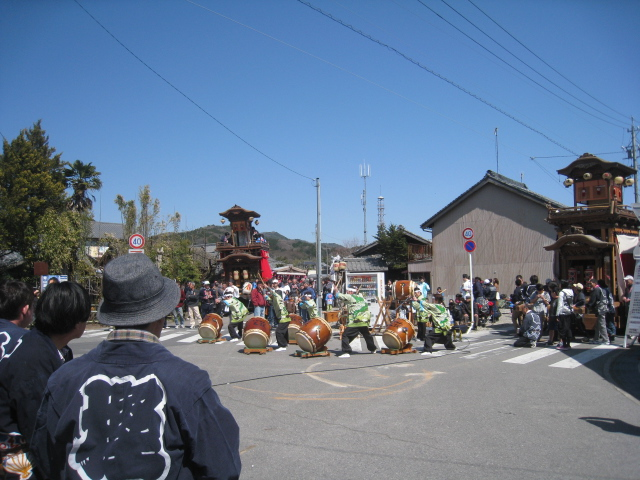
中休み場所での余興

口伝によれば起源は江戸時代とされ、1875年（明治8年）の『祭礼記』に当時の様子が記されている。旧暦6月の祇園祭として催されていたが、明治末期より4月14日となり、近年は4月第2日曜日に実施されている。
かつては収納庫がなく、山車は解体して須賀神社の舞台に収めてあったが、1893年（明治26年）の火事により舞台が焼失し、すべての山車が灰燼と帰した。現在の4台の山車は1895年（明治28年）以降に築造、あるいは買い入れられたものである。
現在、氏子は6組で構成される。「原」と「宮北市」、「河瀬」と「仲」、「庄野」と「新居野」というように二組で3年ごとに年番を務める。
1982年（昭和57年）1月8日、神社に格納されている祭礼山車と祭りばやしが額田町（現在の岡崎市）の無形民俗文化財に指定された。
2017年（平成29年）は4月9日に開催された。

## 祭りの内容
前日、山車・神輿渡御の折り返し地点である神明宮において舞台を設置する。また、餅と菓子の準備も行う。
当日、朝8時より年番組が神明宮、須賀神社の順に幟（のぼり）立てをする。11時30分、山車のお祓い後、年番組を先頭に宮出となる。4台の山車に続き、お手道具、神輿と続く。13時頃、四叉路の辻にて中休み。ここで河瀬組と宮北市組が合体した「花組」と合流する。花組はチャラボコ車で参加。中休み場所で披露される様々な余興を楽しみ、14時頃神明宮に向けて出発。
神明宮では年番を務める二組がそれぞれ特設舞台においてお囃子を披露する。これを「御照覧」と言う。来た道をそのまま戻り、須賀神社到着後、宮入のサインである号砲花火が上がり、餅投げがふるまわれる。

## 山車と花車
竜神山車（原組）
築造年月不詳。重層で、上山（うわやま）は丸柱4本。前山車の幅が狭く、両柱に白木の手長足長の彫物があるのを特徴とする。お囃子は岡崎市芸能家元「松葉屋」師匠の教授を受けたものである。
鳳凰山車（庄野組）
能見神明宮大祭で使用されていた松本町所有の山車を1909年（明治42年）に購入した。修理歴あり。重層で、上山は丸柱4本。
恵比寿山車（仲組）
これも能見神明宮大祭で使用されていたものを15円で購入した。2008年（平成20年）に金箔貼りなどの修繕をした。彫刻は豊川市で行われた。重層で、上山は丸柱3本（計6本型の三河型）。鬼板に金箔を貼り恵比寿彫刻、前山車の扉と下山の彫刻周囲に螺鈿細工が施されているのを特徴とする。
入船山車（新居野組）
上山は焼失し、焼け残った下山を使用して1895年（明治28年）に舟形の山車を築造した。老朽化のため、1982年（昭和57年）、約40戸で各戸10万円以上出し合って大きな山車を新築造した。新若丸とも言う。重層で、上山は上下可動式、丸柱4本。
花車（河瀬組・宮北市組）
高浜市や碧南市からチャラボコを導入して山車として加えた。山車の名称は組の呼称である花組からとられたものと言われている。桜の造花で飾られる。